# Gebührenvereinbarung
Eine Gebührenvereinbarung ist die vertragliche Vereinbarung des Entgelts für eine (frei-)berufliche Tätigkeit, bei welcher die Vergütung des Berufsträgers an sich durch eine gesetzliche Gebührenordnung festgelegt ist. 
Durch den Abschluss der Gebührenvereinbarung setzen die Parteien die vertraglich festgelegte Vergütung an die Stelle der gesetzlichen Gebühren. Allerdings ist im deutschen Berufsrecht der Abschluss einer Gebührenvereinbarung nicht unbegrenzt zulässig: Je nachdem, um welchen Beruf es sich handelt, und ob durch die Vereinbarung die gesetzlichen Gebühren über- oder unterschritten oder auch eine kostenlose Tätigkeit vereinbart werden soll, unterliegt die Vereinbarung besonderen Formvorschriften oder ist gesetzlich untersagt.

## Einzelfälle

### Notarkosten
Für die Vergütung der Notare sieht § 125 des Gerichts- und Notarkostengesetzes vor, dass Vereinbarungen über die Höhe der Notargebühren unzulässig sind. Diese Gebühren sind mithin gänzlich der Dispositionsmöglichkeit der Parteien entzogen.

### Rechtsanwaltsgebühren
Rechtsanwälte können grundsätzlich von den Vorschriften des Rechtsanwaltsvergütungsgesetzes abweichende Honorarvereinbarungen treffen. Allerdings sind solche Vereinbarungen formgebunden. In gerichtlichen Verfahren dürfen die gesetzlichen Gebühren nicht unterschritten werden. Weitgehend untersagt ist die Vereinbarung eines Erfolgshonorars.